# Pteromys
Pteromys là một chi động vật có vú trong họ Sóc, bộ Gặm nhấm. Chi này được G. Cuvier miêu tả năm 1800. Loài điển hình của chi này là Sciurus volans Linnaeus, 1758.

## Các loài
Chi này gồm các loài:
- Pteromys volans - Sóc bay Siberi - được tìm thấy ở Bắc Âu và Bắc Á
- Pteromys momonga - Sóc bay Nhật Bản - được tìm thấy ở Nhật Bản

## Hình ảnh

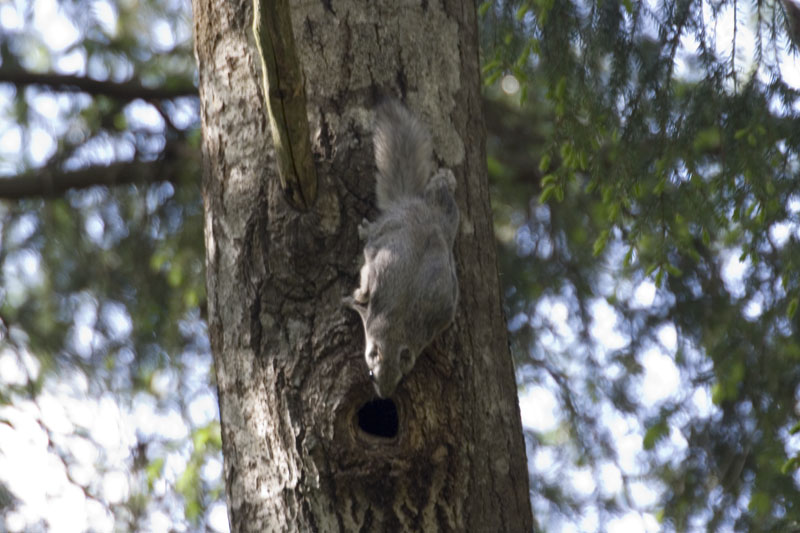
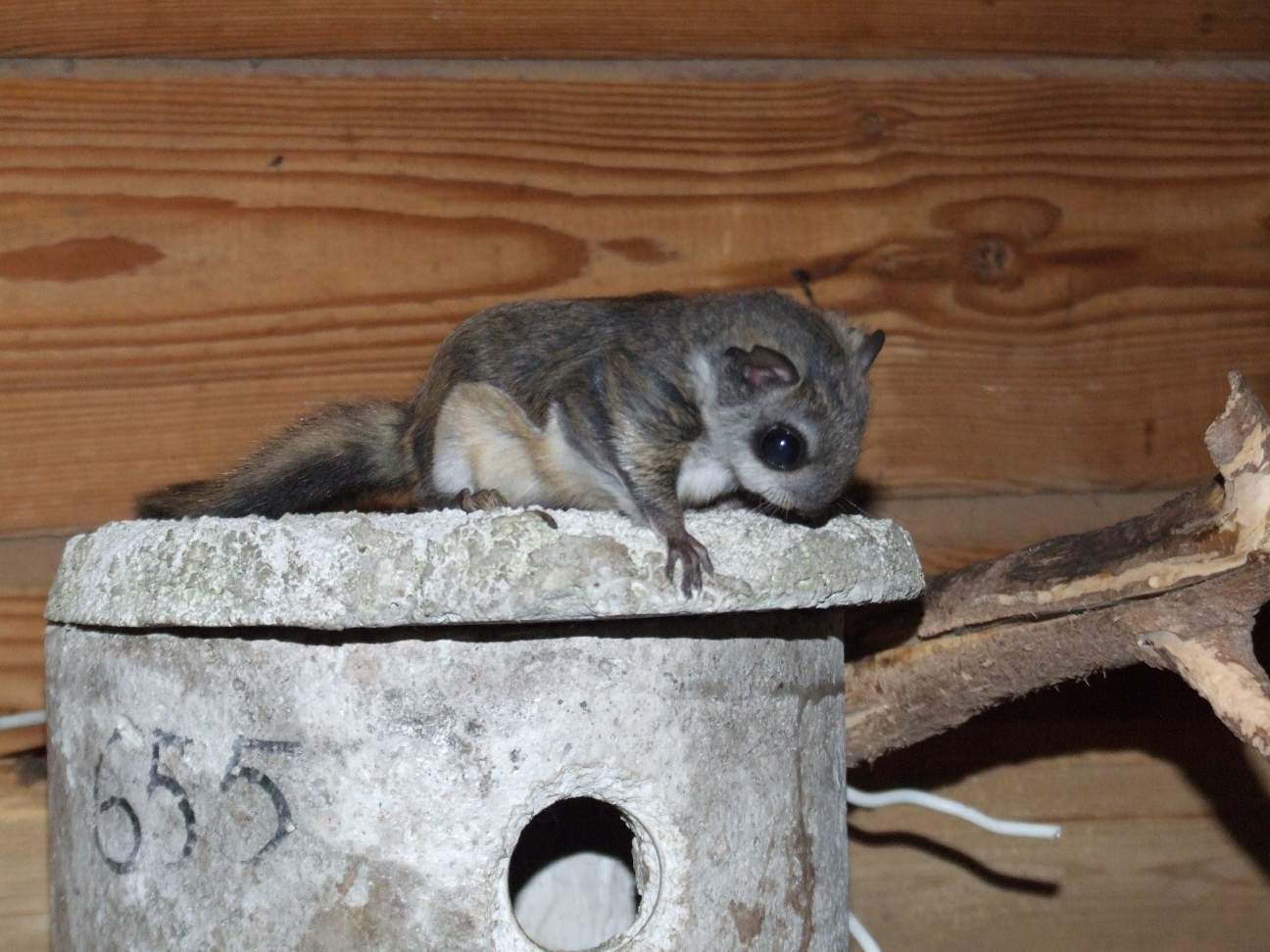